# José Ernesto Díaz López
José Ernesto Díaz López fue un maestro y antiguo político mexicano miembro del Partido Revolucionario Institucional. Fue de 1967 a 1974, secretario general de la Liga de Comunidades Agrarias y Sindicatos Campesinos, así como diputado federal a la XLVIII Legislatura del Congreso de la Unión de México por el II Distrito Electoral Federal de Colima. Además, se desempeñó como delegado del Comité Ejecutivo Nacional de la Confederación Nacional Campesina en Chihuahua, Durango, Baja California, Coahuila y Tlaxcala entre 1974 y 1979.